# Lobo’s Back
Lobo's Back (im Englischen ein Wortspiel mit einer zweideutigen Aussage, die entweder als „Lobo ist zurück“, oder „Lobos Rücken“ verstanden werden kann) ist eine vierteilige Comic-Miniserie, die zwischen Mai und November 1992 bei DC erschien. Die Reihe wurde von Keith Giffen geschrieben und von Simon Bisley gezeichnet. Im deutschsprachigen Raum sind die einzelnen Ausgaben 1998 gesammelt als Sonderband bei Dino-Comics unter dem Titel Himmel und Hölle erschienen.

## Handlung
Lobo, der gefürchtete intergalaktische Kopfgeldjäger, muss feststellen, dass er pleite ist. Da kommt ihm ein Auftrag seiner guten Freundin Ramona, die einen Schönheitssalon mit Kautionsbüro betreibt, gerade recht. Lobo soll sich um einen gewissen Loo kümmern, der es bisher immer geschafft hat, alle nach ihm ausgesandten Kopfgeldjäger auf fürchterliche Weise umzubringen. Lobo macht sich sogleich auf zum Planeten Dooley-7 und beginnt mit der Suche, doch seine unkonventionellen Methoden der Informationsbeschaffung haben zur Folge, dass Loo Lobo früher findet und sogleich versucht, ihn in seinem Hotelzimmer in die Luft zu jagen. Doch Lobo überlebt und es entbrennt ein brutaler Kampf.
Nachdem den bereits stark lädierten Kämpfern die Munition ausgeht, steigen diese auf Messer um, doch letztendlich siegt Loo, da sein siamesischer Zwillingsbruder „Fäkal“ eingreift und Lobo in der Mitte durchschießt.
Lobo muss feststellen, dass er tot und im Himmel ist, wo er in einer Warteschlange dem Gerichtetwerden entgegensieht, doch eine solche Niederlage will er nicht auf sich sitzen lassen. Lobo beginnt damit, das bürokratisch organisierte Paradies aufzumischen, bis er vor dem Geschäftsführer des Himmels, Derek Dood, landet, der ihm zwar die Reinkarnation verweigert, aber ihn ins Paradies einlässt, was aber nicht gut ausgeht, da Lobo ein gewaltiges Chaos erzeugt. Vollkommen frustriert entscheidet Dood, Lobo zur Hölle zu schicken. Im Inferno angekommen, wird Lobo in die Hände des Dämons Etrigan gegeben, mit welchem er sofort eine Schlägerei beginnt.
Auch Lobos Besuch in der Unterwelt ist erfolglos, und die Kreaturen der Hölle fordern von Dood, dieser solle Lobo auf der Stelle zurücknehmen, oder sie würden in den Himmel umziehen.
Um sich des immer lästiger werdenden Lobo zu entledigen, wird die Reinkarnation genehmigt, doch dabei gibt es einige durch Unterlassung erzeugte Probleme.
Lobo wird im London des Jahres 1940 geboren, als erwachsene Frau, was ihn ungeheuer in Rage versetzt und infolgedessen eine Spur der Zerstörung durch die bereits angeschlagene Stadt ziehen lässt.
Der nun weibliche Lobo entscheidet sich, sich durch die auf London niedergehenden Bomben zu Tode bringen zu lassen, um so schnell wie möglich in den Himmel und dann nach Dooley-7 zu gelangen, doch sein Suizidversuch wird durch „General Glory“, eine Parodie auf Captain America, behindert, und es kommt zu einem Kampf in dessen Verlauf die Ungeschicklichkeit des Superhelden und seines Gehilfen Ernie, Lobos Tod verursacht.
Zurück im Himmel steht Lobo wieder vor dem mit tentakelartigen Wucherungen (welche durch den von Lobo verursachten Stress entstehen) gezeichneten Derek Dood, der ihm die Probleme der Reinkarnation erläutert, sich aber entscheidet, Lobo zur Berufungsabteilung zu senden, da dieser gewaltsam darauf besteht.
Nach zwölf Jahren Wartezeit dreht Lobo völlig durch und es braucht erst einmal 37 himmlische Elitedivisionen, um ihn ruhig zu stellen. Die Reinkarnation wird daraufhin eingeleitet, die Techniker stellen allerdings fest, dass es dabei wieder ein Problem gegeben hat.
Lobo ist nun zurück auf Dooley-7, und auch zur richtigen Zeit, jedoch als Eichhörnchen.
Lobos Ärger währt aber nicht lange, weil er schon kurz darauf von seinem eigenen sterbenden Oberkörper erschlagen wird und wieder ins Elysium hochfährt, wobei er den Tod, in der von Niel Gaiman erdachten weiblichen Form, „befummelt“ und dafür umgehend eine Ohrfeige kassiert.
Nach Lobos mehrfachen Gewaltausbrüchen hat man sich im Himmel nun auf seine Rückkehr vorbereitet, und er sieht sich nun einer gewaltigen Anzahl von Raketen und Kanonen gegenüber.
Aus seinem Kommandozentrum übersieht Derek Dood die gegen Lobo beginnende Operation. Dieser sieht sich dabei den Hare-Krishnas, der Inquisition sowie griechischen, ägyptischen und indischen Göttern gegenüber, die alle für ihn keine ebenbürtigen Gegner sind. Das Massaker wird dabei über TV von Gott höchstselbst unter lautem Gelächter beobachtet. Es gelingt schließlich den Himmelskriegern, Lobo in eine der Reinkarnationseinheiten zu lotsen und ihn seinen Wünschen entsprechend ins Leben zurückzuschicken. Augenblicke nach dieser Aktion kommt Lobo wieder, in seinem eigenen halbierten Körper, zu sich und erledigt sowohl Loo als auch seinen Bruder, und beginnt, mit seinem abgetrennten Unterleib auf den Schultern, die Suche nach einem Heftgerät.
Auf der letzten Seite ist ein Rundschreiben von Derek Dood zu sehen, welches an alle Götter, Göttinnen, Teufel und den Tod gerichtet ist und Lobos Abberufung ins Jenseits durch die „Unsterblichkeitsklausel“ untersagt. 